# Itatuba
Itatuba is een gemeente in de Braziliaanse deelstaat Paraíba. De gemeente telt 10.182 inwoners (schatting 2009).